# Municipio Crespo
Crespo es uno de los 9 municipios que integran el Estado Lara, en Venezuela. Tiene una superficie de 875 km² y una población de 64.536 habitantes (censo 2023). Se encuentra ubicado al oriente del Estado Lara, limita al norte con el Municipio Urdaneta, al sur y al este con el Estado Yaracuy y al oeste con el Municipio Iribarren. El Municipio Crespo está dividido en dos parroquias; Freitez y José María Blanco. La capital del municipio es Duaca. Fue fundado por: Fnray Diego de Marchena, Fray Agustín Villabañes y Fray Miguel de la Madrid.

## Toponimia
Toma su nombre en honor al expresidente venezolano Joaquín Crespo.

## Geografía

### Organización parroquial
| Parroquia         | Superficie | Población   | Densidad       |
| ----------------- | ---------- | ----------- | -------------- |
| Freitez           | km²        | hab.        | hab./km²       |
| José María Blanco | km²        | hab.        | hab./km²       |
| Municipio Crespo  | 875 km²    | 49.958 hab. | 57,09 hab./km² |

## Política y gobierno

### Alcaldes
| Período     | Alcalde                   | Partido político / Alianza | % de votos | Notas |
| ----------- | ------------------------- | -------------------------- | ---------- | --- |
| 1989 - 1992 | José Abraham Moreno Lobo  | AD                         | 42,52      | Primer alcalde bajo elecciones directas |
| 1992 - 1995 | José Abraham Moreno Lobo  | AD                         | 43,43      | Reelecto |
| 1995 - 2000 | Andrés Eloy Blanco Romero | AD                         | -          | Segundo alcalde bajo elecciones directas (se realizaron elecciones generales adelantadas en el 2000 debido a la aprobación de la Constitución de 1999) |
| 2000 - 2004 | Miguel Valecillos         | MVR                        | 34,22      | Tercer alcalde bajo elecciones directas |
| 2004 - 2008 | Miguel Valecillos         | MVR                        | 82,88      | Reelecto |
| 2008 - 2013 | Elizabeth Valecillos      | PSUV                       | 49,07      | Cuarta alcalde bajo elecciones directas (se postergan 1 año las elecciones municipales pautadas para finales del 2012)                                 |
| 2013 - 2017 | Miguel Valecillos         | PSUV                       | 45,07      | Quinto alcalde bajo elecciones directas |
| 2017 - 2021 | Leida Quero               | PSUV                       | 69,04      | Sexta alcalde bajo elecciones directas |
| 2021 - 2025 | Julio Garcés              | PSUV                       | 51,60      | Séptimo alcalde bajo elecciones directas |

### Concejo municipal
Período 1989 - 1992
| Concejales:               | Partido político / Alianza |
| ------------------------- | -------------------------- |
| Henry Sánchez             | AD                         |
| Pastora de Colmenarez     | AD                         |
| Andres Eloy Blanco Moreno | AD                         |
| Wilfredo Cambero          | COPEI                      |
| Laura Marszaleck          | COPEI                      |
| Yajaira Pacheco           | COPEI                      |
| José Colmenarez           | MAS                        |

Período 1992 - 1995
| Concejales:               | Partido político / Alianza |
| ------------------------- | -------------------------- |
| Andres Eloy Blanco Moreno | AD                         |
| Najin Abilamad            | AD                         |
| Martin Parra              | AD                         |
| Wilfredo Cambero          | COPEI                      |
| Yajaira Pacheco           | COPEI                      |
| Laura Marszaleck          | COPEI                      |
| José Colmenarez           | DD                         |

Período 1995 - 2000
| Concejales:              | Partido político / Alianza |
| ------------------------ | -------------------------- |
| Emilio Vasquez           | AD                         |
| Najin Abijamad           | AD                         |
| José Abraham Moreno Lobo | AD                         |
| Juan Mata Peña           | AD                         |
| Javier Toloza            | ORA                        |
| Felix Heredia            | MAS                        |
| Paul Vicente Vasquez     | CONVERGENCIA               |

Período 2000 - 2005
| Concejales | Partido político / Alianza |
| ---------- | -------------------------- |
| '          | MVR                        |
| '          | MVR                        |
| '          | MVR                        |
| '          | MVR                        |
| '          | MVR                        |
| '          | ORA                        |
| '          | MAS                        |

Período 2005 - 2013
| Concejales       | Partido político / Alianza |
| ---------------- | -------------------------- |
| Leida Quero      | MVR                        |
| Eleazar Lopez    | MVR                        |
| Maria Rivero     | MVR                        |
| Jose Gil         | MVR                        |
| Leoncia Cardenas | MVR                        |
| Marleni Manyar   | MVR                        |
| Elías Kori       | MVR                        |

Período 2013 - 2018
| Concejales      | Partido político / Alianza |
| --------------- | -------------------------- |
| Marlos Saavedra | PSUV                       |
| Júlio Bolívar   | PSUV                       |
| América Lugo    | PSUV                       |
| Camila González | PSUV                       |
| María Rivero    | PSUV                       |
| Javier Toloza   | PSUV                       |
| Elías Kori      | AP MUD                     |

Período 2018 - 2021
| Concejales       | Partido político / Alianza |
| ---------------- | -------------------------- |
| Laura Mendoza    | PSUV                       |
| Julio Bolivar    | PSUV                       |
| Leoncia Cardenas | PSUV                       |
| Cristobal Peraza | PSUV                       |
| Javier Toloza    | PSUV                       |
| Marlos Saavedra  | PSUV                       |
| Annie Francisco  | PSUV                       |

Período 2021 - 2025
| Concejales       | Partido político / Alianza |
| ---------------- | -------------------------- |
| Jose Camacaro    | PSUV                       |
| Carmen Díaz      | PSUV                       |
| Yolanda Sira     | PSUV                       |
| Juan Almao       | PSUV                       |
| Leoncia Cardenas | PSUV                       |
| Angela Rojas     | PSUV                       |
| José Gil         | AP                         |